# Parco nazionale Sassen-Bünsow Land
Il parco nazionale Sassen-Bünsow Land è un parco nazionale della Norvegia, nella contea delle Svalbard. È stato istituito nel 2003 e occupa una superficie di 1230 km² totale, di cui 1157 km² sulla terraferma e 73 km² in acqua.